# Aucaylli panaca
Aucaylli panaca è la denominazione attribuita alla panaca di Yahuar Huacac, il settimo sovrano della dinastia assoluta degli Inca e il secondo della casata degli Hanan-Cuzco, inaugurata dal suo genitore Inca Roca.
Per panaca gli Inca intendevano la famiglia discendente da ciascuno dei loro sovrani, solitamente affidata al più prestigioso dei suoi figli, con eccezione del principe ereditario che era destinato a dare inizio ad un suo proprio lignaggio.
Aucaylli panaca non sembra aver rivestito un ruolo particolarmente importante nella storia del Cuzco, contrassegnata spesso da contrapposizione e lotta tra le varie panaca.
Il suo ruolo secondario non le impedì, peraltro, di essere destinataria delle ambite incombenze di ordine sacrale che Pachacútec, il sovrano riformatore, attribuì a tutte le famiglie discendenti dai sovrani passati, all'epoca della ricostituzione delle strutture dell'impero.
Secondo Cristóbal de Molina e Bernabé Cobo, questa panaca aveva la responsabilità del culto delle huaca poste sul percorso del quarto ceque dell'Antisuyo.
Le huaca erano, per gli Inca, dei santuari, per lo più luoghi naturali, ritenute manifestazione del sacro e come tali onorate. I ceque erano invece una sorta di linee immaginarie partenti, a raggiera, dal Cuzco che univano, idealmente, tutte le huaca di pertinenza poste sul loro percorso.
Il quarto ceque dell'Antisuyo comprendeva sette huaca.
- La prina, Cariurco, era un colle con, alla sommità, alcune pietre oggetto di venerazione.
- La seconda era una fonte, Chuquiquirao puquiu.
- La terza era costituita da certe pietre poste su di un colle. Il suo nome era quello stesso del colle: Callachaca.
- La quarta era una cava di pietre di nome Viracocha, come la divinità dello stesso nome. Si diceva che spaccando le pietre, una di esse aveva naturalmente rivelato la forma di un uomo e per questo aveva assunto un crisma di sacralità.
- La quinta era un'altra fonte di nome Aucompuquiu.
- La sesta era un colle ritenuto sacro per certe pietre che si trovavano alla sua sommità. Era detta Illansayba.
- La settima ed ultima era chiamata Maychaguaranacauri e doveva la sua venerazione al fatto di essere una replica del famoso idolo di Guanacauri, la più venerata huaca degli Inca.

Sarmiento de Gamboa ci ha tramandato i nomi dei rappresentanti di Aucaylli panaca al tempo della colonizzazione. Essi erano gli Hanan-Cuzco don Juan Concha Yupangui, don Martin Tito Yupangui e don Gonzalo Paucar Auscaylli. 